# مسجد قندي
مسجد قندي هو مسجد تاريخي يعود إلى عصر القاجاريين، ويقع في طهران.